# Levínská Olešnice
Levínská Olešnice je obec v okrese Semily v Libereckém kraji. Žije zde 333 obyvatel. Tvoří ji dvě části, a to vesnice Levínská Olešnice a vesnice Žďár u Staré Paky.

## Historie
První písemná zmínka o obci pochází z roku 1384.
Dne 22. října 1982 byl na hřebeni Zákopanice, nacházejícím se severně od Levínské Olešnice, při zemědělských pracích nalezen poklad ze 13. století obsahující více než 800 brakteátů. Uložen je ve sbírkách Národního muzea.

## Obyvatelstvo
| Rok            | 1869  | 1880  | 1890  | 1900  | 1910  | 1921  | 1930 | 1950 | 1961 | 1970 | 1980 | 1991 | 2001 | 2011 | 2021 |
| -------------- | ----- | ----- | ----- | ----- | ----- | ----- | ---- | ---- | ---- | ---- | ---- | ---- | ---- | ---- | ---- |
| Počet obyvatel | 1 483 | 1 388 | 1 354 | 1 276 | 1 193 | 1 116 | 982  | 655  | 607  | 476  | 429  | 372  | 379  | 349  | 340  |
| Počet domů     | 212   | 214   | 216   | 221   | 221   | 223   | 225  | 219  | 175  | 165  | 139  | 196  | 205  | 206  | 206  |

## Obecní správa
Mezi lety 1850–1960 Levínská Olešnice byla obcí v okrese Jičín (1850–1890) a později v okrese Nová Paka. V letech 1961–1991 patřila jako část obce k Olešnici-Horkám a od 1. ledna 1992 je opět samostatnou obcí v okrese Semily.

### Části obce
- Levínská Olešnice
- Žďár

### Obecní symboly
Znak byl obci udělen rozhodnutím předsedy Poslanecké sněmovny Parlamentu České republiky dne 17. října 1997 a vlajka byla obci udělena rozhodnutím předsedy PSP ČR dne 19. února 1998.
Znak a vlajka obce odkazují jednak na hrad Levín a jeho majitele (hradba s cimbuřím), jednak na zemědělskou činnost (odvrácené radlice).

## Pamětihodnosti
- Západně od vesnice se na vysokém ostrohu nad řekou Oleškou nachází terénní pozůstatky hradu Levín z první poloviny čtrnáctého století.[9]
- Kostel Všech svatých
- Krucifix u kostela
- Sousoší Nejsvětější Trojice